# Альдо Корсо
Альдо Корсо (ісп. Aldo Corzo; нар. 20 травня 1989, Ліма) — перуанський футболіст, захисник клубу «Універсітаріо де Депортес».
Виступав, зокрема, за клуби «Альянса Ліма» та «Універсідад Сан-Мартін», а також національну збірну Перу.

## Клубна кар'єра
Народився 20 травня 1989 року в місті Ліма. Вихованець юнацьких команд футбольних клубів «Регатас Ліма» та «Альянса Ліма».
У дорослому футболі дебютував 2008 року виступами за команду клубу «Альянса Ліма», в якій провів один сезон, взявши участь у 47 матчах чемпіонату. Більшість часу, проведеного у складі «Альянса Ліма», був основним гравцем захисту команди.

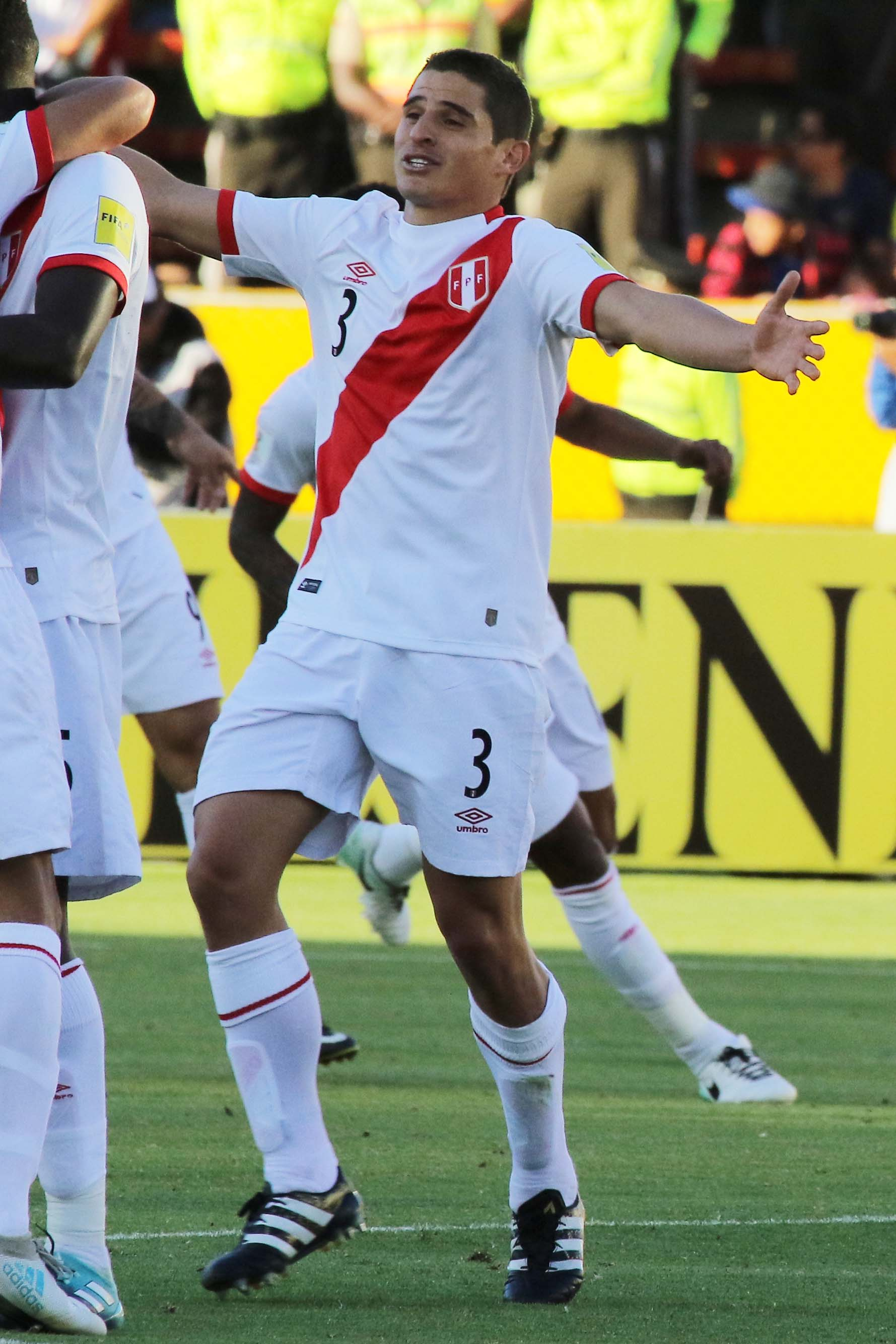
Альдо Корсо у складі національної збірної Перу, 2017 рік.

Своєю грою за цю команду привернув увагу представників тренерського штабу клубу «Універсідад Сан-Мартін», до складу якого приєднався 2010 року. Відіграв за команду наступні п'ять сезонів своєї ігрової кар'єри. Граючи у складі «Універсідад Сан-Мартіна» також здебільшого виходив на поле в основному складі команди.
До складу клубу «Депортіво Мунісіпаль» приєднався 2016 року. За цю команду з Ліми провів один сезон, після чого перейшов і іншу столичну команду «Універсітаріо де Депортес».

## Виступи за збірні
2008 року залучався до складу молодіжної збірної Перу. На молодіжному рівні зіграв у 4 офіційних матчах.
9 листопада 2009 року дебютував в офіційних іграх у складі національної збірної Перу у товариському матчі проти збірної Гондурасу, вийшовши на заміну після перерви.
Альдо Корсо був включений до складу збірної Перу на Кубку Америки 2011 року в Аргентині і провів 2 матчі на цьому турнірі, в якому перуанцям вдалося завоювати бронзові медалі. Згодом у складі збірної був учасником Кубка Америки 2016 року в США, а потім поїхав і на чемпіонат світу 2018 року у Росії.
Наразі провів у формі головної команди країни 25 матчів.

## Титули і досягнення

### Клубні
- «Універсідад Сан-Мартін»

Чемпіон Перу (1): 2010

### Збірна
- Національна збірна Перу

Срібний призер Кубка Америки: 2019
Бронзовий призер Кубка Америки: 2011